# Moustapha Salifou
Moustapha Salifou (Lomé, 1 juni 1983) is een Togolese voetballer die speelt voor Aston Villa FC.

## Clubcarrière
Salifous loopbaan begon bij de Togolese club Modèle de Lomé. Vervolgens verhuisde hij naar Rot-Weiß Oberhausen en daarna naar Stade Brest. Dat bracht hem naar FC Wil en ten slotte naar Aston Villa. Hij tekende er op 31 augustus 2007 een eenjarig contract. Salifou kon het niveau niet aan en was gedwongen om met zijn oude Zwitserse club mee te trainen.
Op 25 september 2007 werd gemeld dat Salifou weer zou meetrainen met Aston Villa. Hij sloot zich op 18 oktober aan bij de groep. Salifou maakte zijn debuut voor Aston Villa op 22 oktober in de 6-0-overwinning op het tweede team van Chelsea. Hij scoorde twee goals. Salifou maakte zijn debuut in het eerste team van Aston Villa op 12 januari 2008.
In november 2011 tekende hij een contract bij de Duitse club 1. FC Saarbrücken, waar hij op 26 november debuteerde. Sinds 1 juli 2012 is hij transfervrij.

## Interlandcarrière
Salifou is van vaste waarde in het team Togo. In het WK van 2006 speelde hij alle drie de wedstrijden voor Togo, tegen Zuid-Korea, Frankrijk en Zwitserland. Van zijn landgenoot Emmanuel Adebayor kreeg Salifou de bijnaam 'Togolese Zidane'.